# 巴氏龙竹
巴氏龙竹（学名：Dendrocalamus parishii）为禾本科牡竹属下的一个种。

## 扩展阅读
- 維基物種上的相關：巴氏龙竹